# 中橫公路

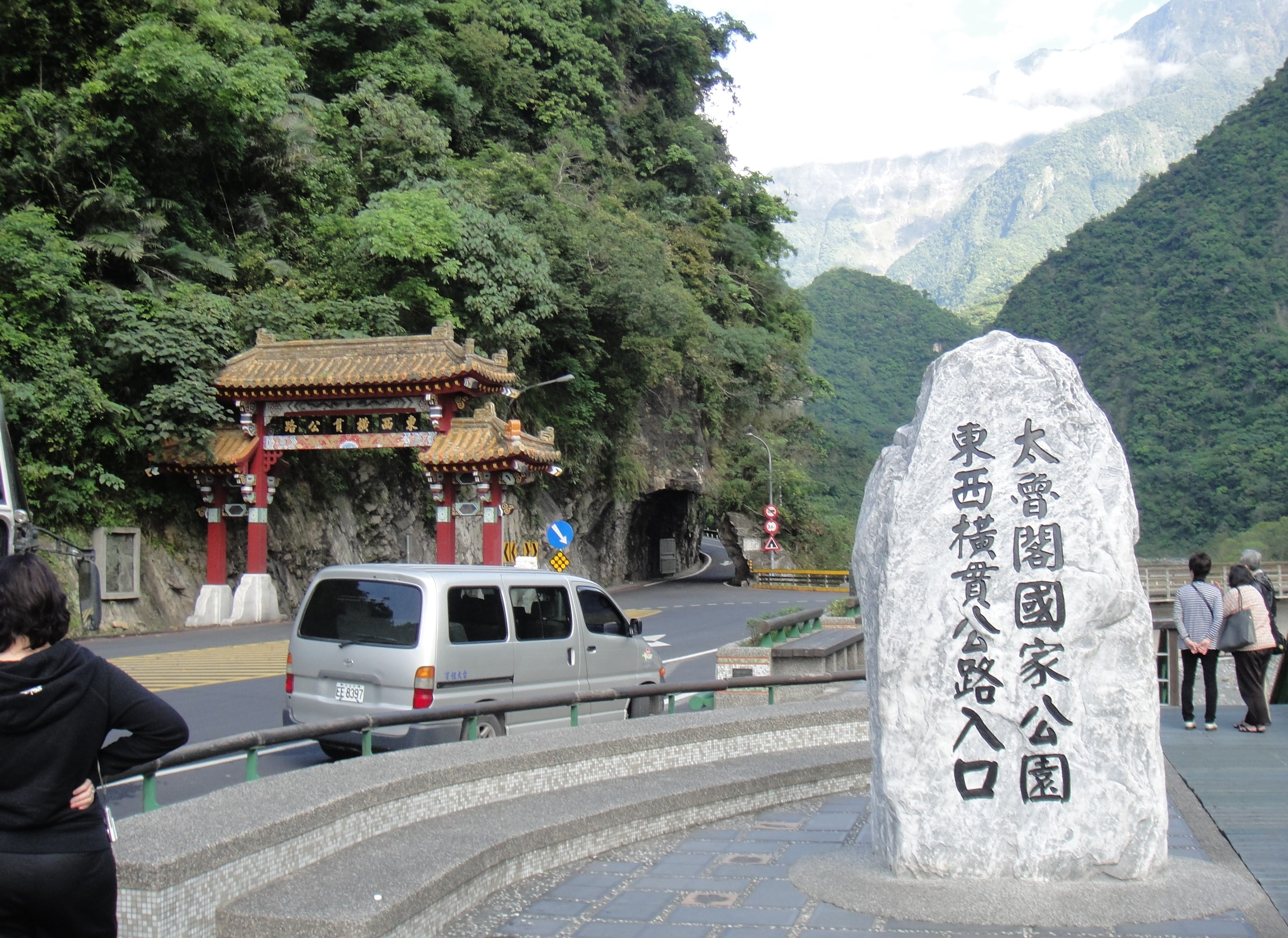
東西橫貫公路入口

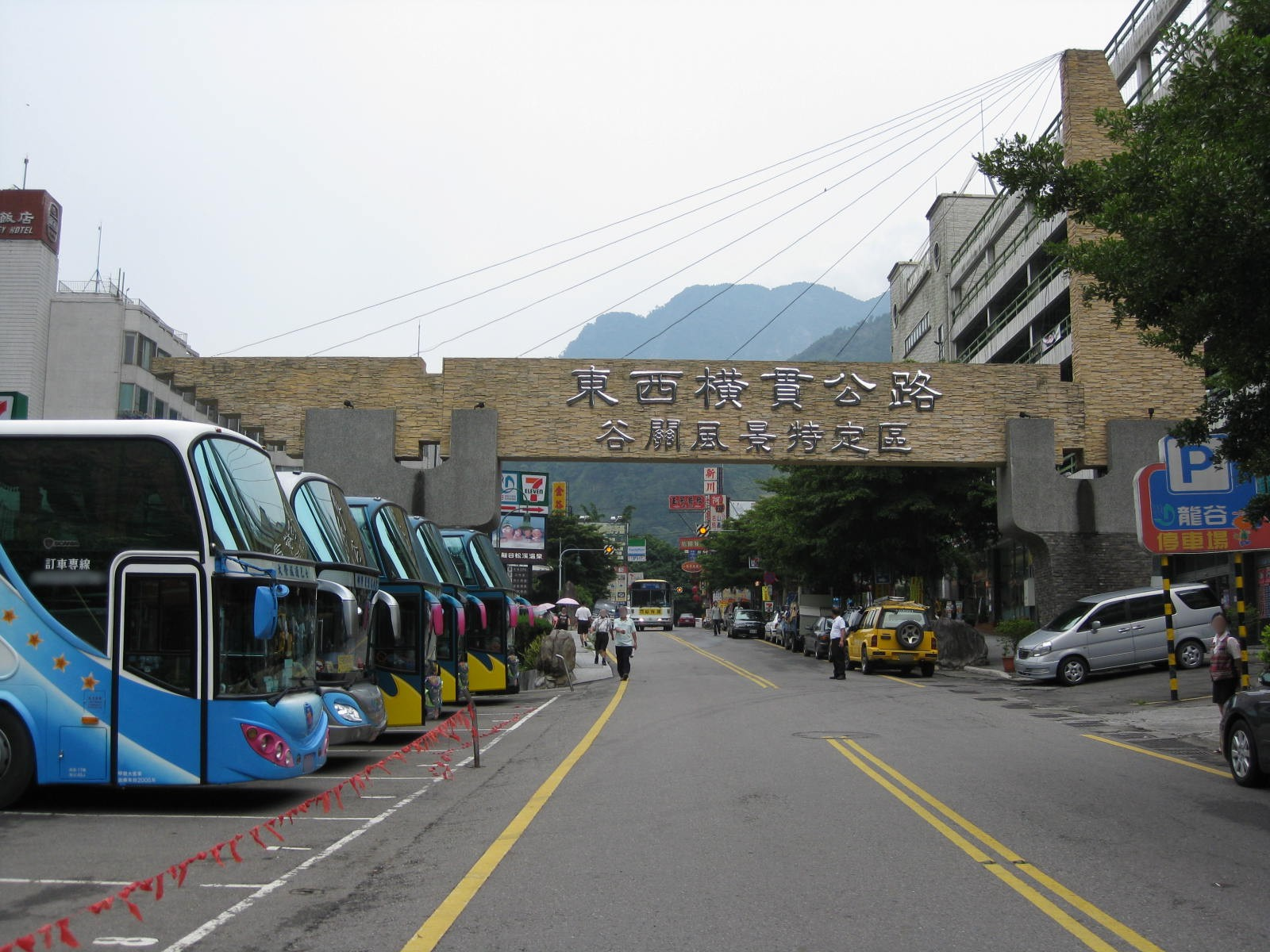
谷關的東西橫貫公路牌樓

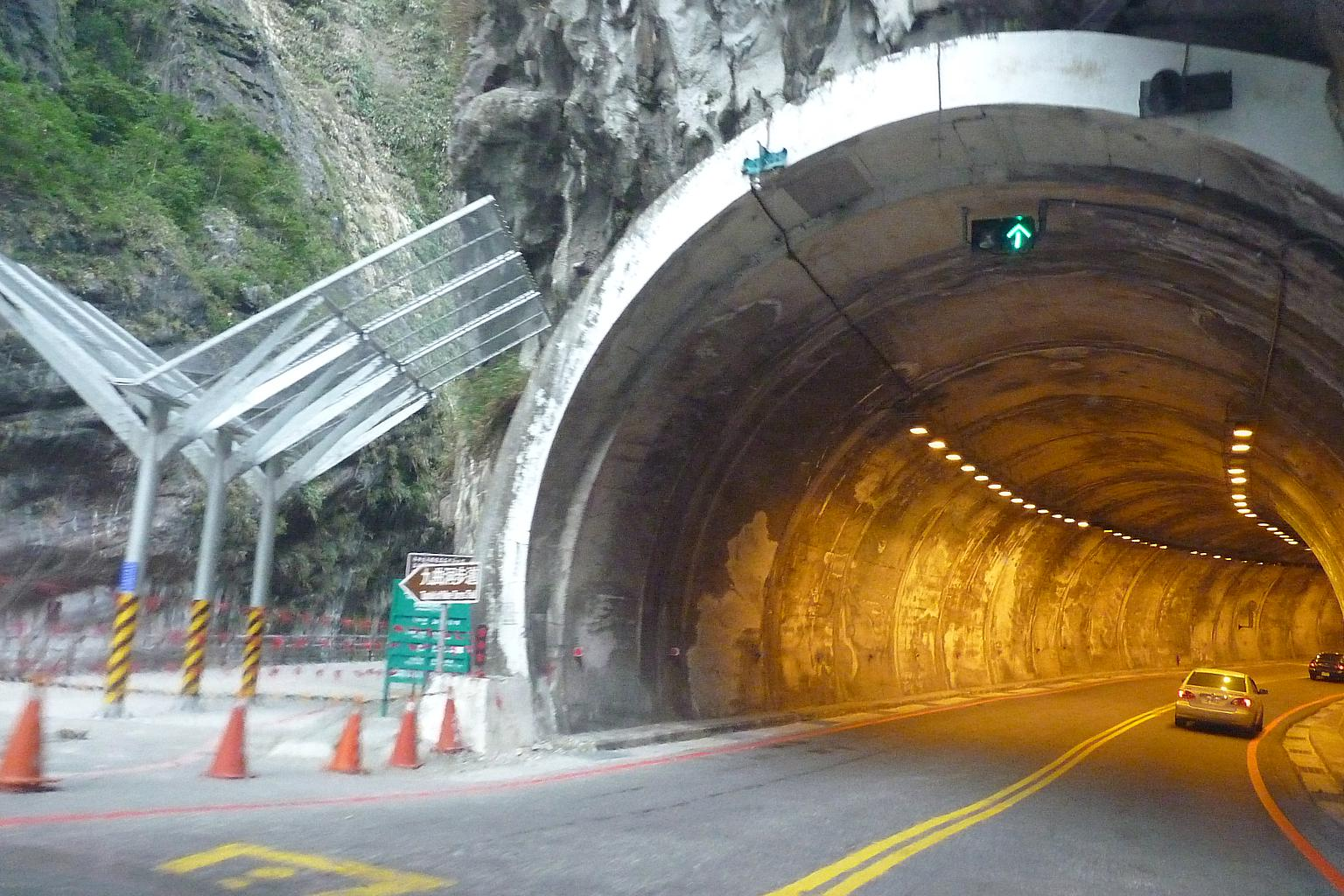
九曲洞隧道東口

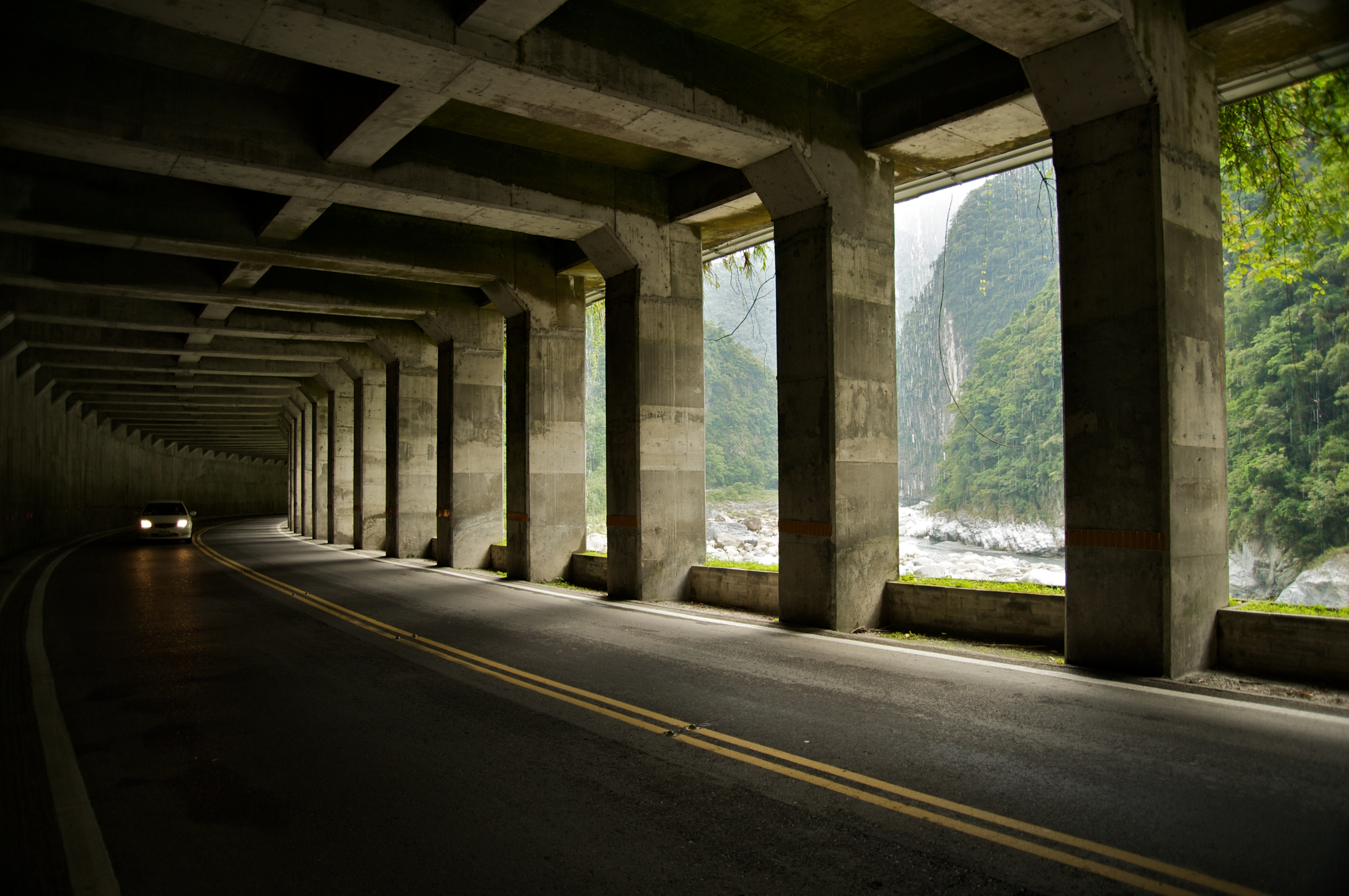
中橫公路的明隧道

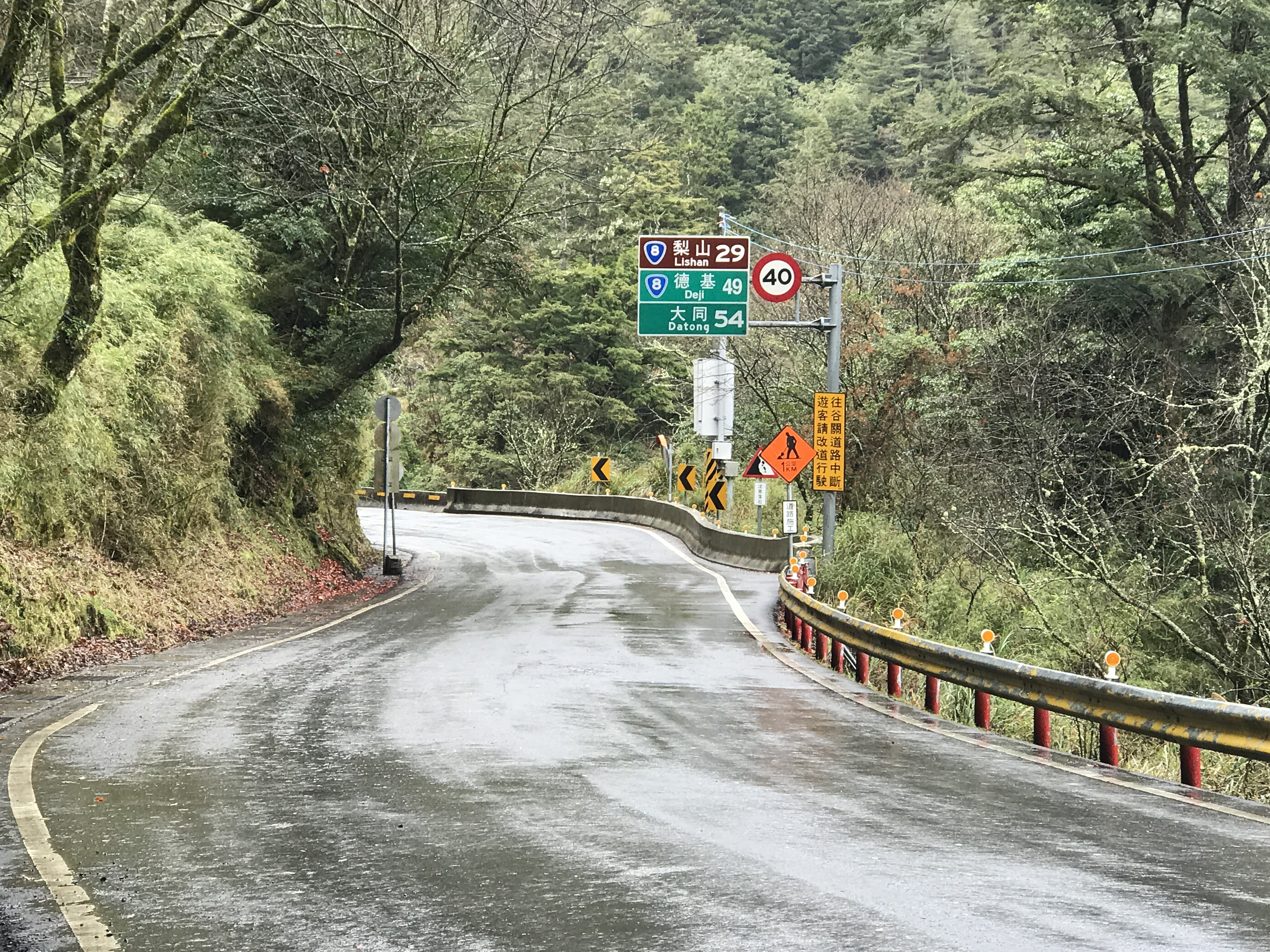
台8線 位於合歡山隧道西口,大禹嶺

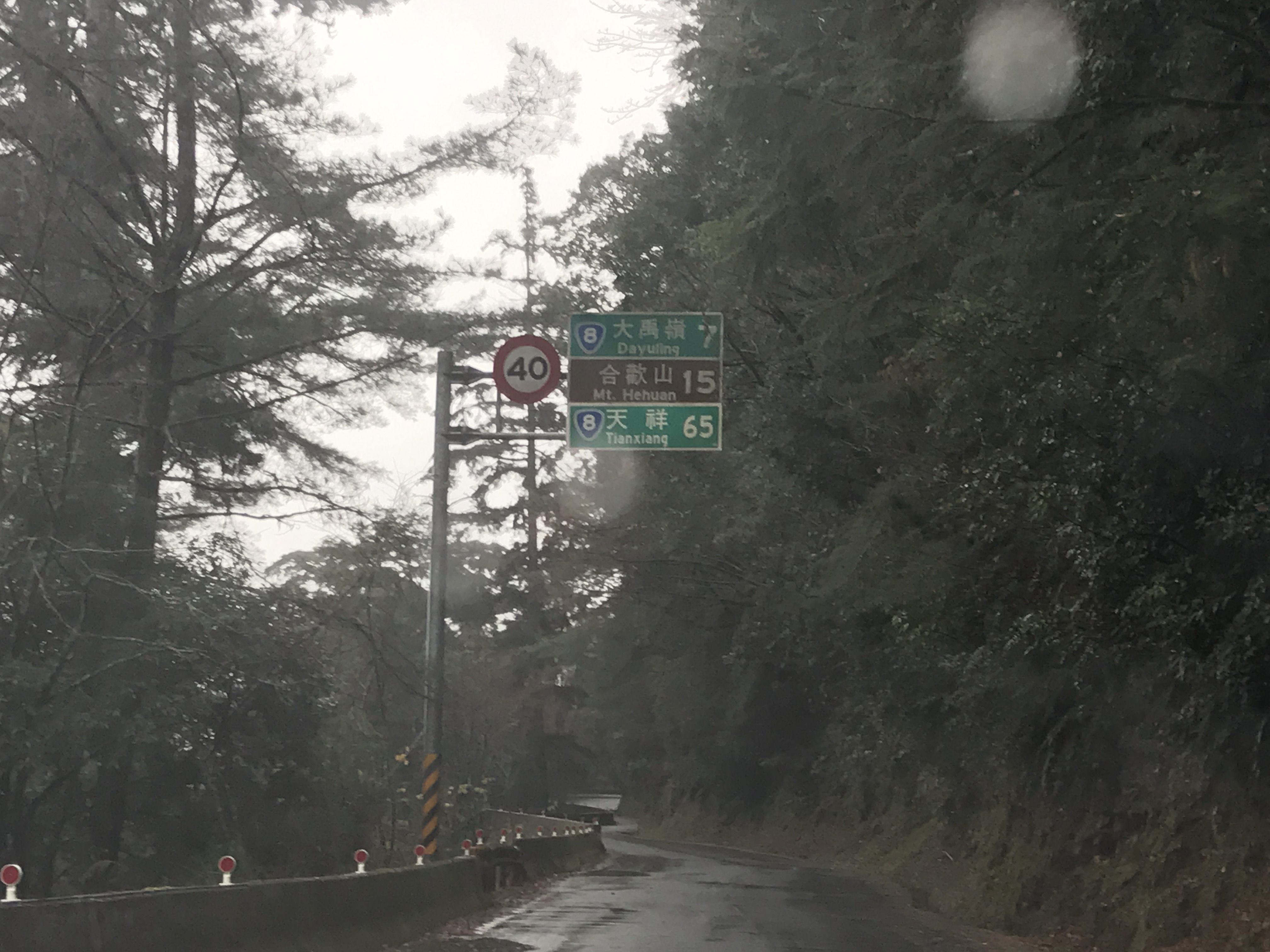
台8線 松泉崗路段

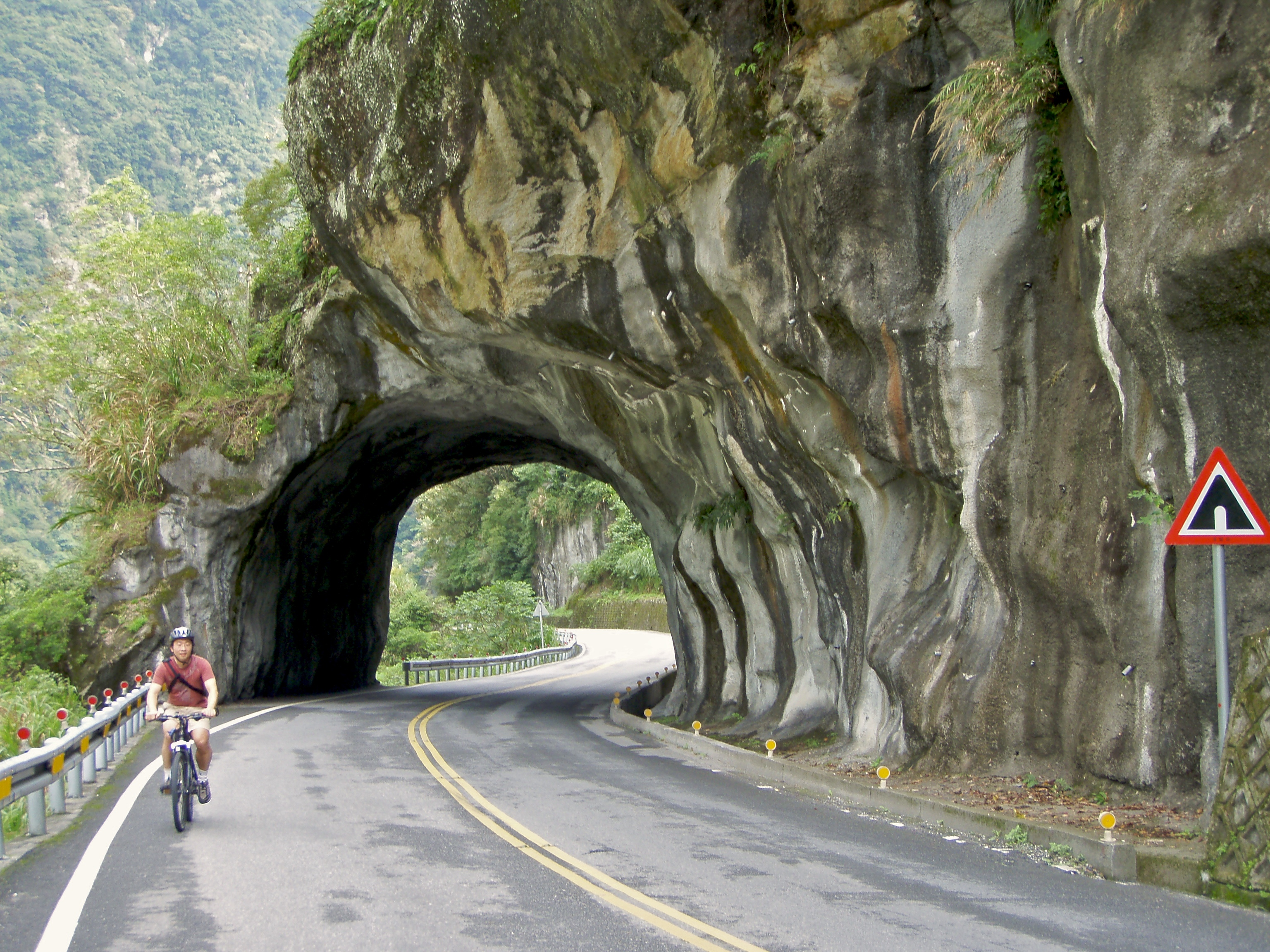
中橫公路沿途的隧道

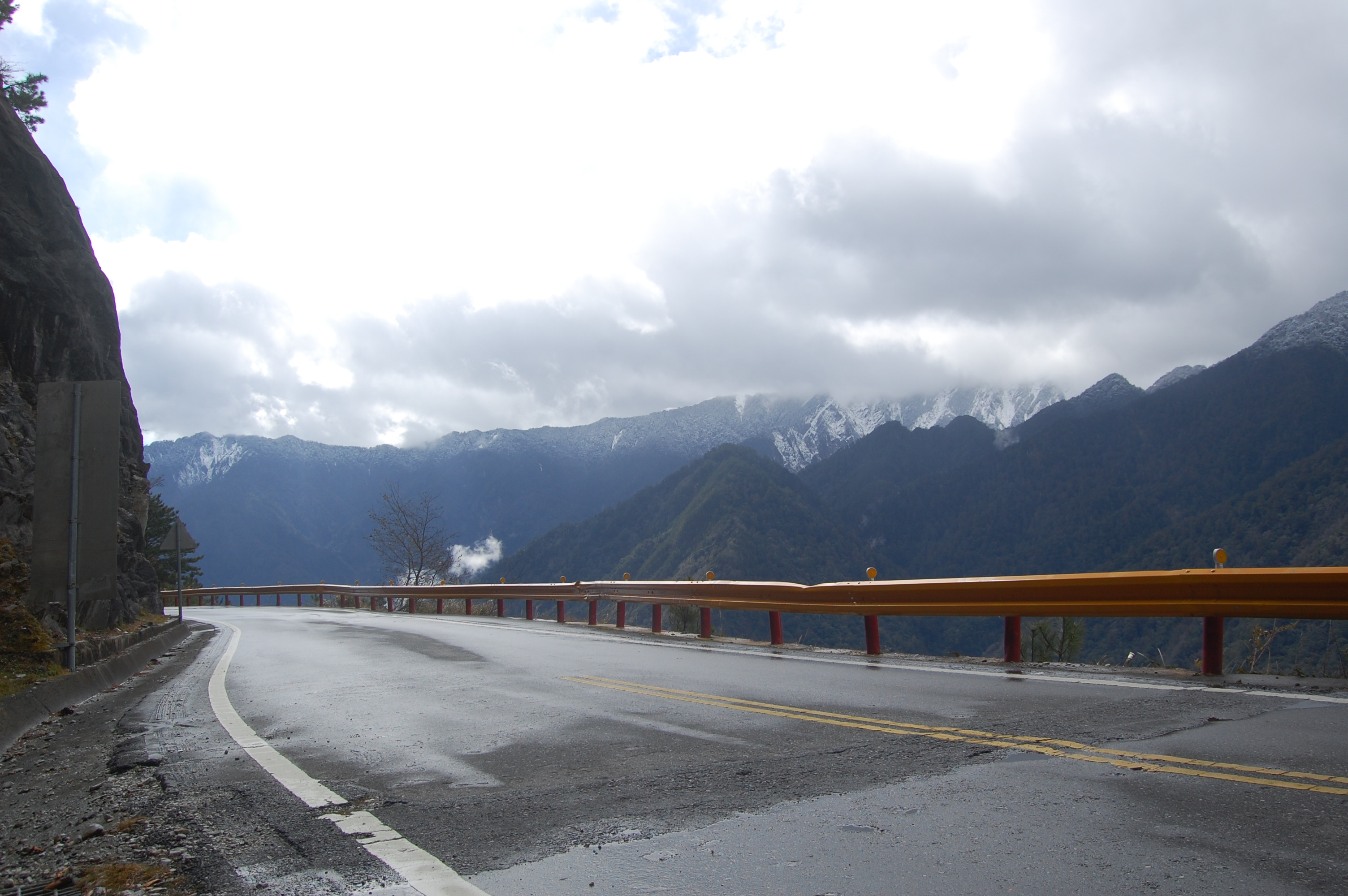
中橫公路碧綠神木段

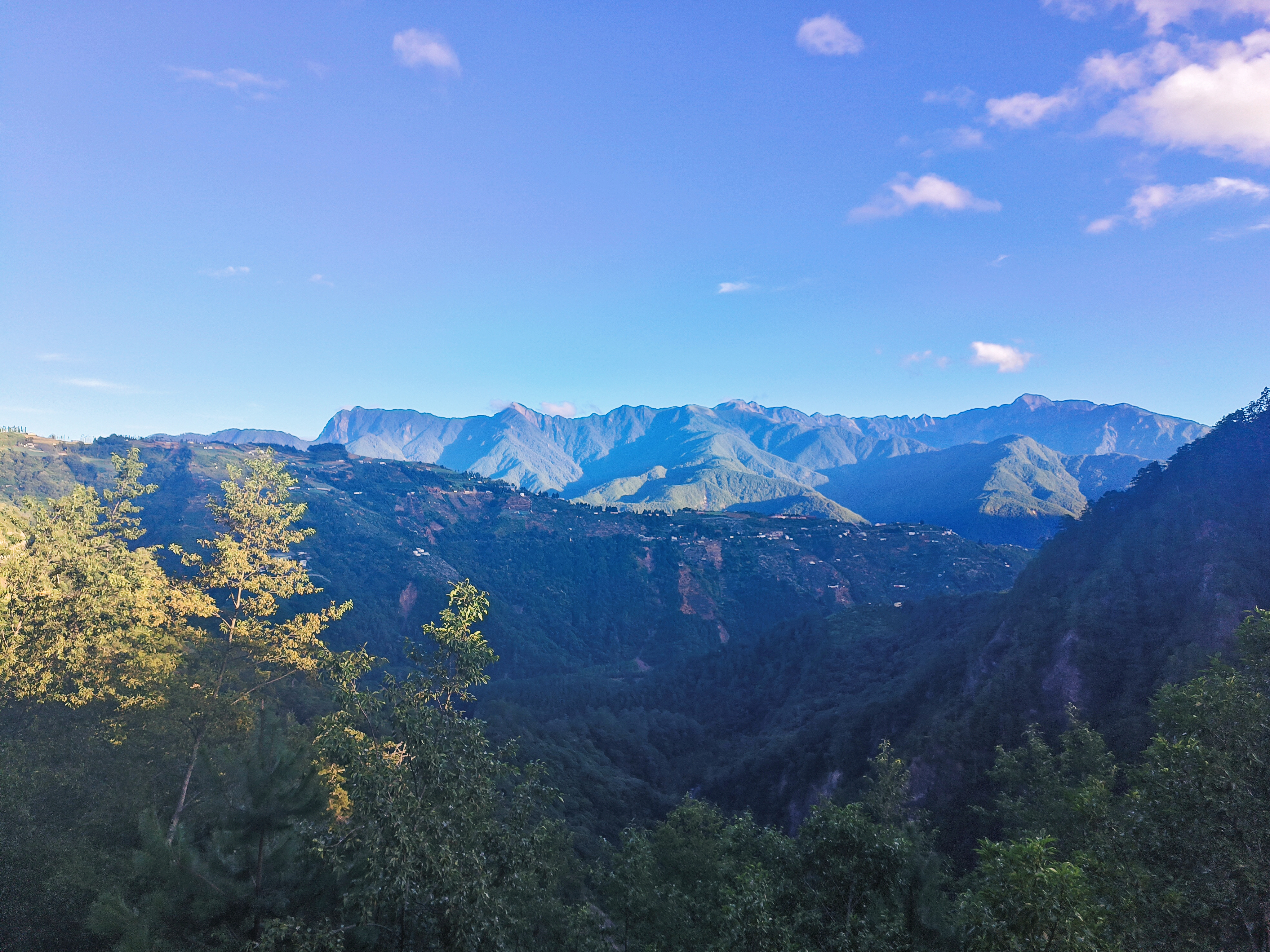
由台8線中橫公路梨山至大禹嶺段拍攝，梨山及雪山南稜

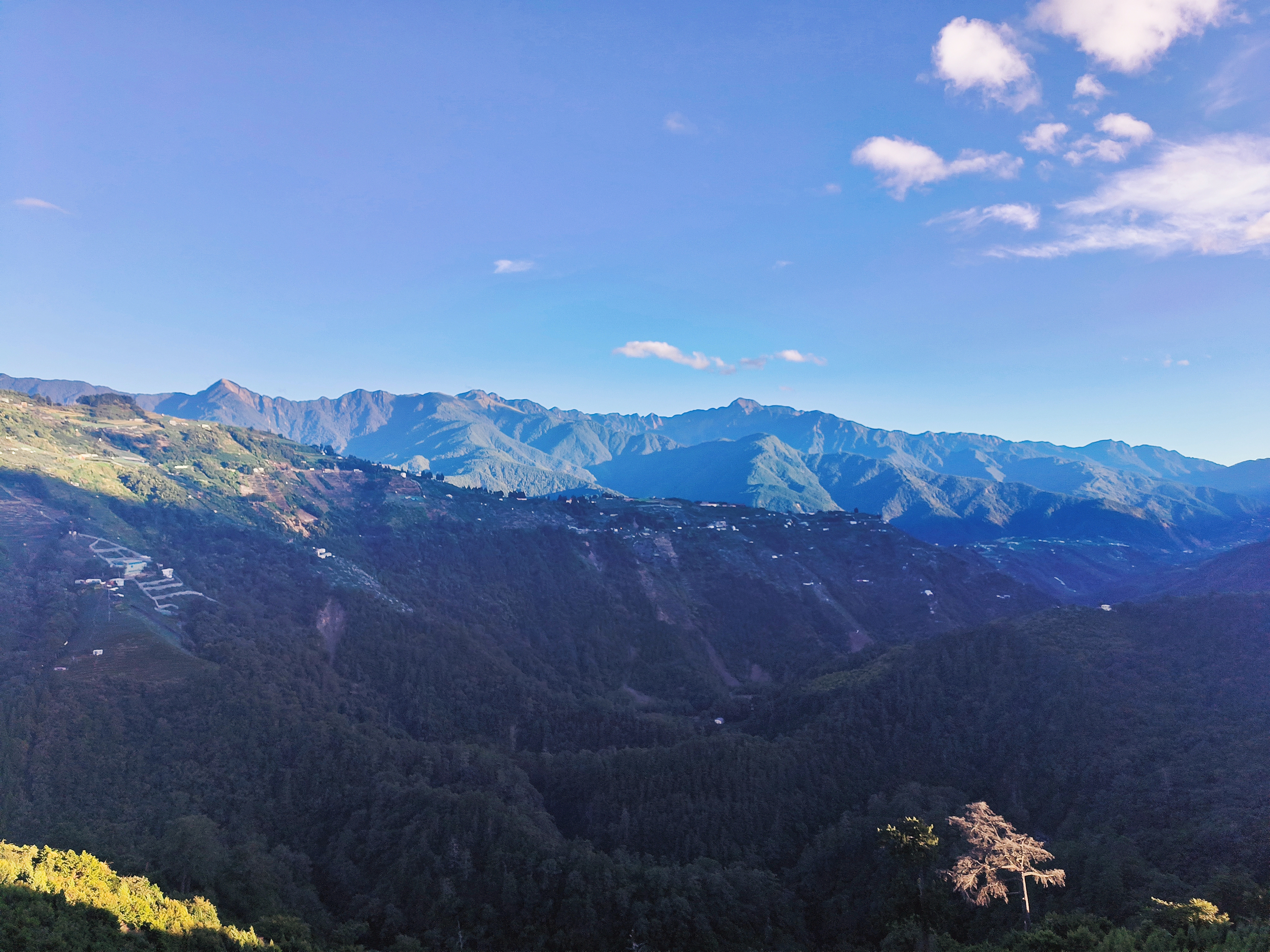
由台8線中橫公路梨山至大禹嶺段拍攝，梨山及雪山南稜

中橫公路，全名東西橫貫公路或中部橫貫公路，簡稱中橫，是台灣第一條串聯東部與西部的公路系統，與南橫公路、北橫公路並列為台灣三大橫貫公路。1956年7月7日開工，由美援提供主要經費及工程規畫，退輔會及榮民擔任開發主力並於1960年5月9日通車。
1999年九二一大地震後長期封閉台八線上谷關至德基路段，至2011年完成便道的整修，惟僅供梨山地區與公路沿線居民和工程人員等出入使用，未對公眾開放；遲至2018年11月16日才再開放公車行駛，歷經廿五年的休養生息，行政院2024年二月通過復建可行性評估，最快2037年完工。經2024年花蓮地震，又造成中橫公路東段多處坍方。

## 路線
中橫公路貫穿分隔台灣東岸與西岸的中央山脈，所經的地形相當多樣化，從平地直到三千多公尺高的合歡山，中間有隧道、河谷等開鑿，亦經過太魯閣國家公園。省道台八線是此系統中的主線，另有宜蘭、霧社兩條支線，公路編號分別為台七甲線與台十四甲線。

### 主線
主線的西邊起點是東勢、經過白冷、梨山、大禹嶺之後一路爬高，開始沿著立霧溪通往花蓮太魯閣，其中經過了關原、慈恩、洛韶和天祥。這一條主線全長187.797公里，即省道台8線。
中橫公路主線於谷關到德基水庫段設計了二條路線，其中台8線段稱為青山上線，而台8甲線則稱為青山下線（目前此二線均因九二一集集大地震而封閉，詳見下文）。

### 支線
除主線外，中橫公路另有宜蘭支線與霧社支線。宜蘭支線編號為台7甲線，可從梨山開始往北，在中央山脈中行經武陵農場，最後銜接北橫公路通往宜蘭，全長74.217公里。

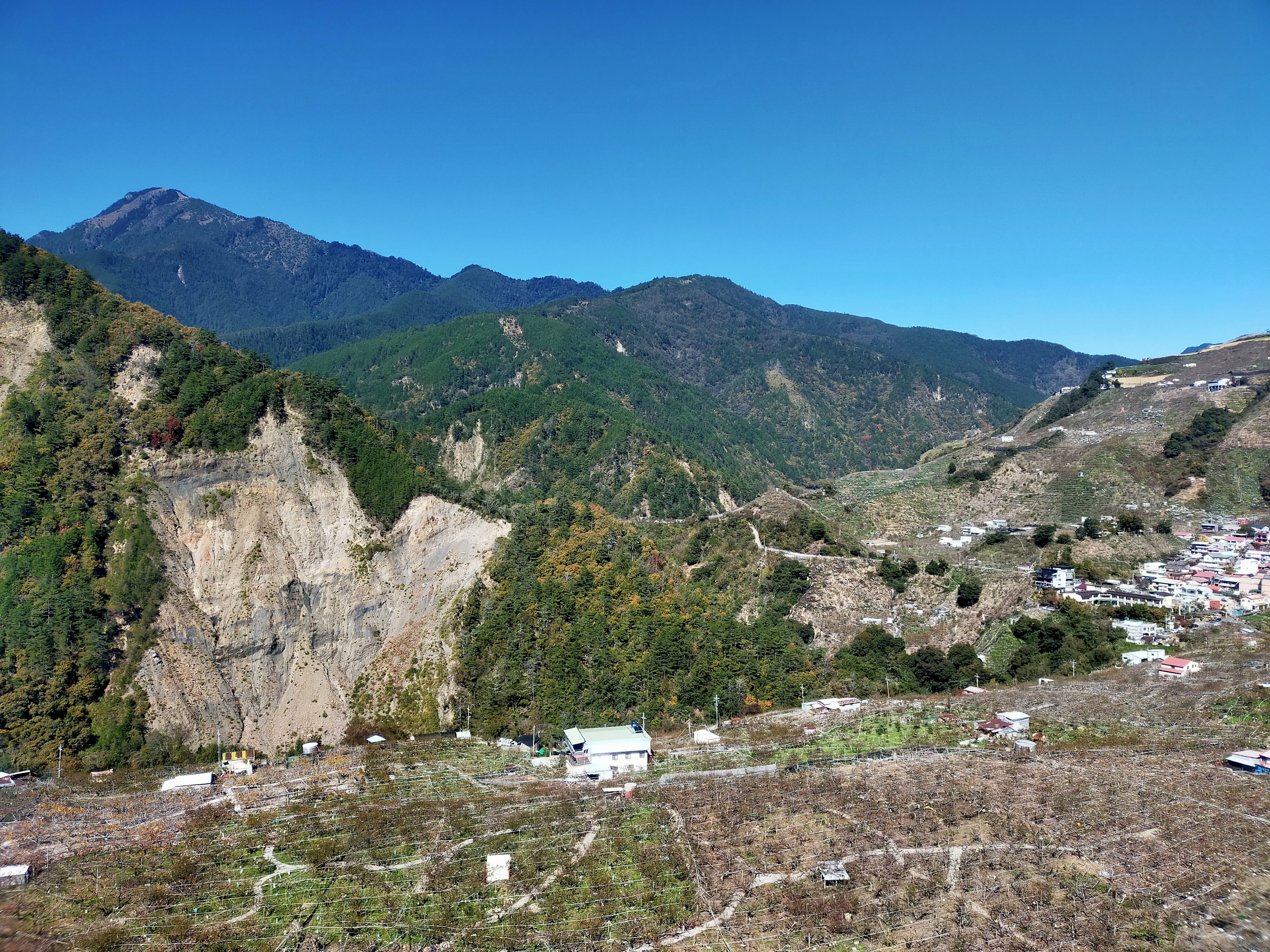
中橫宜蘭支線環山段

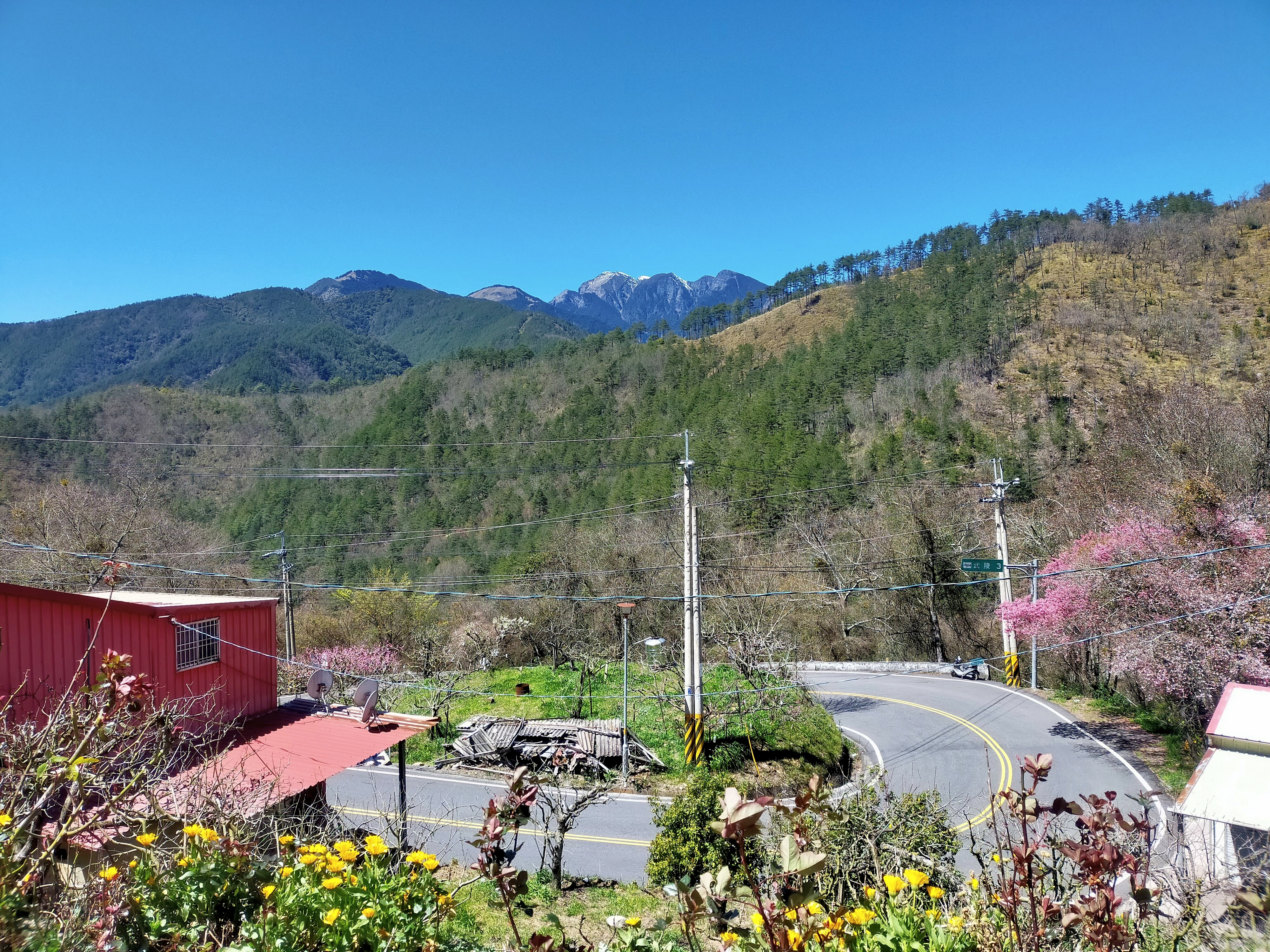
中橫宜蘭支線武陵段

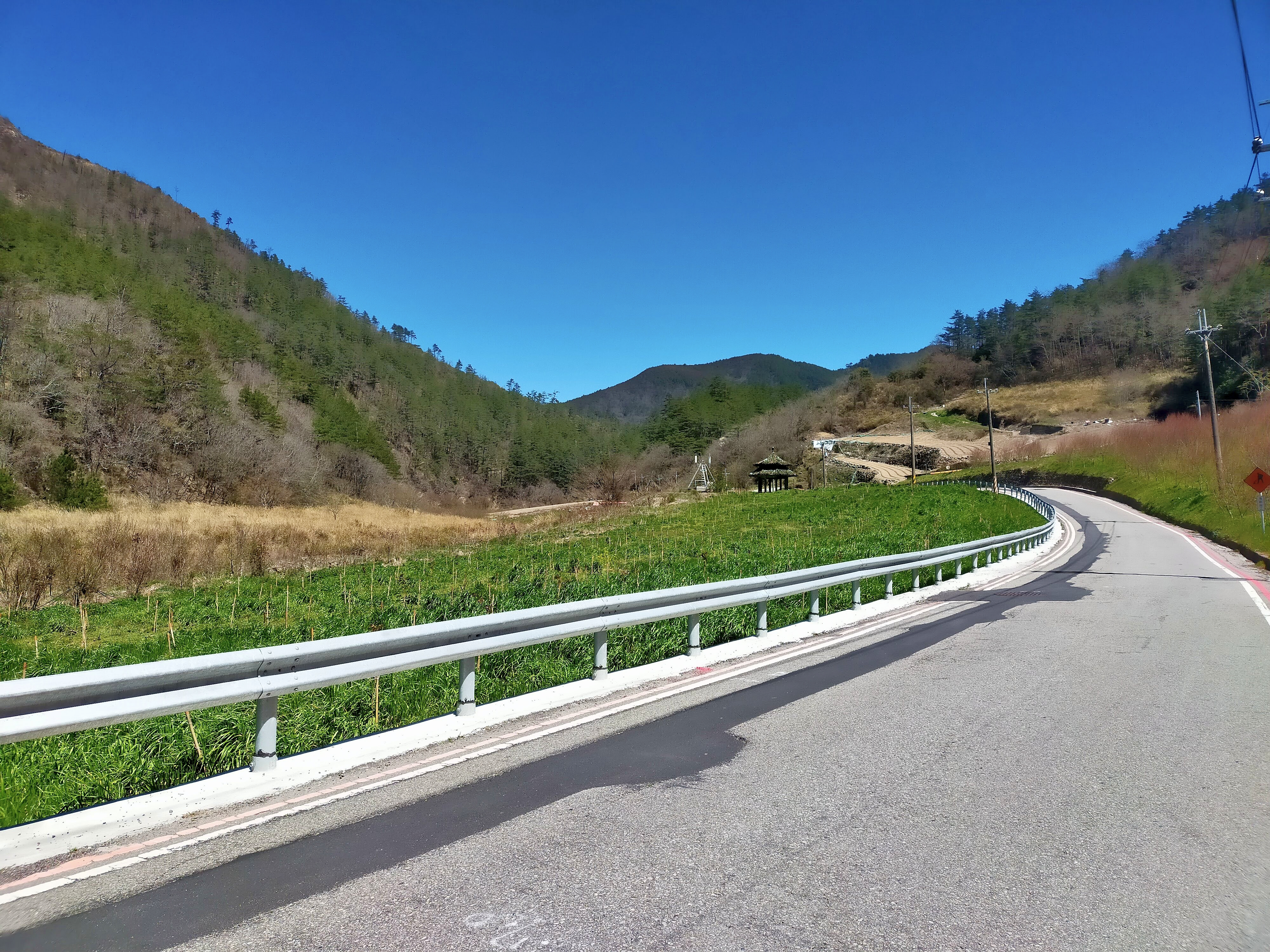
中橫宜蘭支線勝光段

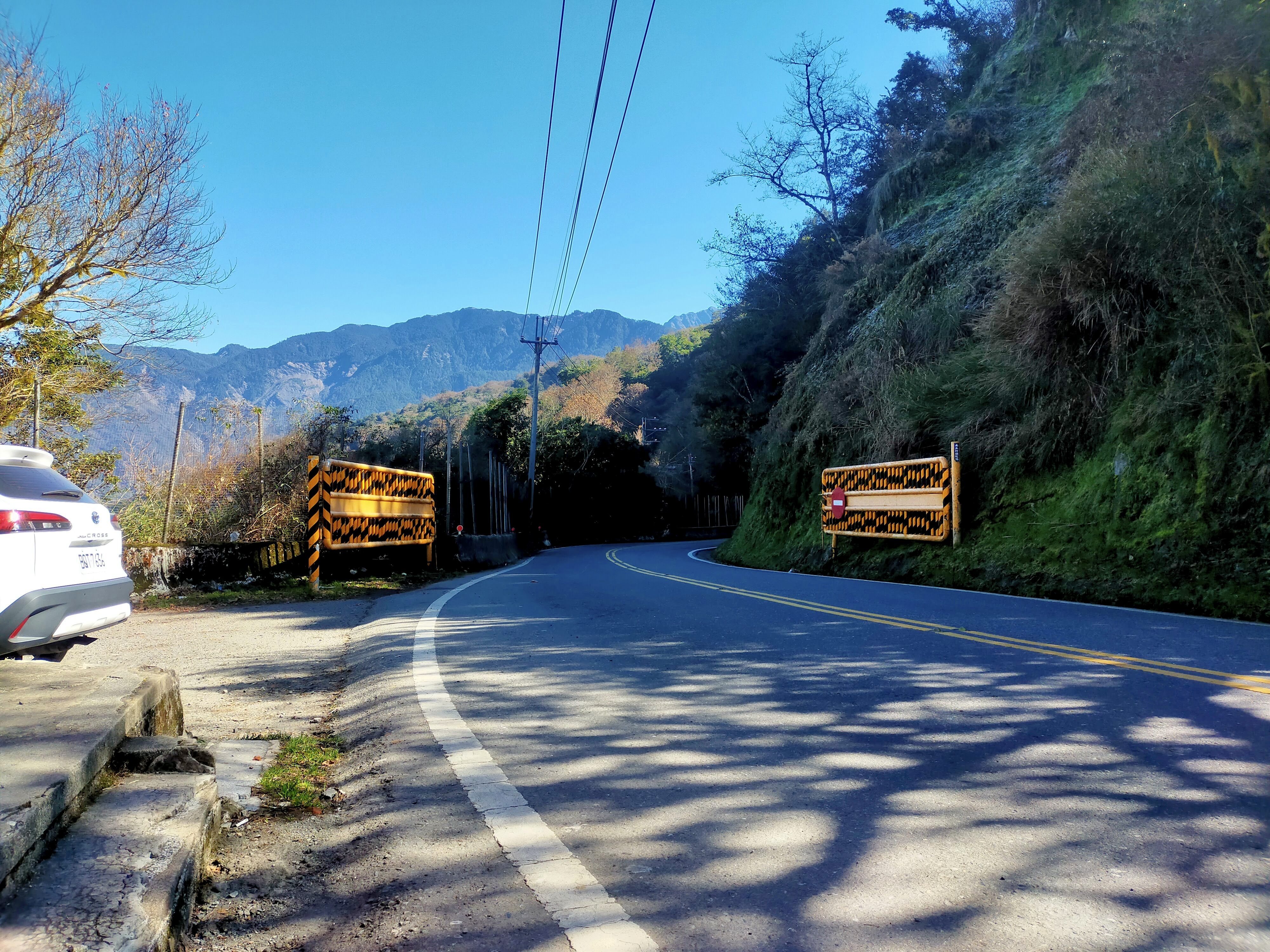
中橫宜蘭支線思源啞口

至於霧社支線則長有41.719公里，也就是台14甲線公路，於霧社附近接台14線為起點，經清境農場、翠峰、鳶峰、昆陽、武嶺接上大禹嶺後，回到立霧溪邊的中橫公路主線。

## 歷史

### 日治時期
中橫的概念始於原住民的狩獵道，1914年，日治時期，日軍依照「五年理蕃計畫」發動太魯閣戰爭，以原住民族太魯閣族在立霧溪峽谷的傳統道路為基礎開闢理蕃步道，1935年，完成由霧社經合歡山，沿著錐麓斷崖達太魯閣、花蓮的步道，命名為「合歡越嶺道路」。該步道的路線和今天中橫並不完全相同，其中合歡埡口（大禹嶺）至太魯閣口之東段路線併為目前中橫公路主線東段。霧社至合歡埡口（大禹嶺）之路段則為今台14甲線。中橫公路主線西段則大部分與「大甲溪警備道」路線重疊。
1937年第二次中日戰爭爆發，為挹注大日本帝國日漸衰弱的國力，於1940年將合歡越人行山道東側的部分路段，拓寬改建為汽車道，以便開發山地資源。分別是太魯閣口至溪畔的「發電道路」、溪畔至今日天祥的「產金道路」；直到1945年8月戰爭結束前，完成至合流部分路段，西部僅完成埔里到霧社；就停止進行。

### 中橫公路開闢
1951年4月進行南北兩線初勘，經過東西兩線分別出發，南線東段利用能高越嶺古道，經40天探勘，方才探至能高鞍部，後選定北線合歡越嶺古道，作為中橫東段的大致路線，與霧社支線連結，此地古步道與車道有很大部分重疊。西段則是連結大甲溪警備道路段，然而僅到現在的天冷，谷關一帶、之後一直到大禹嶺，七十公里的一大段，仍原始蠻荒狀態，沒有貫通。
1954年11月美國懷特顧問公司經理狄寶賽（V.S. de Beausset）等踏勘路線，參酌先前各參考路線後，決定如今的主線（台中花蓮線），以台中為起點，經豐原，谷關，達見，至梨山後，沿立霧溪而下，經關原，碧綠，天祥，到花蓮太魯閣。 另外也決定支線（台中羅東線），由梨山沿大甲溪上溯，向東北經環山，思源啞口，後沿蘭陽溪谷，南山，四季，百韜橋到羅東（即今之中橫宜蘭支線）。為了同時東西兩端開工，因應深山補給困難需求，再由日人已開通的霧社為起點另闢中橫霧社支線做為補給線。中橫成為美國軍援計劃之「1955年度軍援軍用道路計劃」的一部份，由美援提供約八成之工程經費、關鍵技術人員及機具鋼材建材。
1955年6月底，時任行政院退除役官兵就業輔導委員會主任委員蔣經國親自率隊，踏勘日人擬開闢之中線，後因此線地質不佳作罷:111。1956年6月中旬，蔣經國率隊自谷關入山，由西向東，對北線作最後一次的勘驗，與臺灣省公路局總工程司兼橫貫公路工程總處總處長林則彬同行:111。7月7日，由臺灣省公路局成立的「橫貫公路工程總處」負責開路、規劃、建造、鋪路等工程事宜。開工典禮分別在東西端一起舉行，由時任中華民國行政院院長俞鴻鈞主持，當時負責兼代退輔會主委的蔣經國也應邀參與。此工程動員了1萬多位退伍的榮民。
中橫公路在開工之後，由於颱風、地震等天候影響，曾發生過不少意外。第一件重大死亡事件是在1957年10月發生的，由於清晨發生一起地震，導致正在進行架橋灌漿的工程毀損。公路局工程師靳珩被地震落石擊中，墜落山谷身亡。當時沒有精密先進的工程設備，開路工人最主要的工具就是十字鎬與炸藥，因為炸藥控制不當而受傷的工人也有不少。後來又發生過多起死亡意外，經統計因工程意外及天災而殉難的有212人、受傷者702人，平均下來每公里犧牲1人餘。
在開路之前，中橫東段曾被稱為「產金道路」，主要目的是希望能夠成為立霧溪砂金採礦的交通道路。中橫西段則與「大甲溪水力發電計畫」一併規劃，開路同時，大甲溪上游的德基水庫也在規劃興建，中橫也充當了工程道路。於是規劃在1956年將中間路段打通接起，並做為安置退伍後榮民上山興建農場果園的交通道路。然而從太魯閣到天祥這一段20公里的道路，都必須通過懸崖峭壁以及堅硬的大理石岩，因此開通顯得特別辛苦，這一段道路的橋樑、隧道也都特別多，成為中橫日後最主要的景觀。
中橫的完工日期比預定的提早半年完工，整個工程費時三年九個月十八天，花費約4億9,456萬新台幣（含美援3億8,994萬元）。通車典禮是由時任中華民國副總統陳誠親臨主持。在1960年5月9日開放通車。

#### 開闢機關與人員
中橫公路的開鑿人力是以行政院國軍退除役官兵就業輔導委員會（今國軍退除役官兵輔導委員會）所輔導之中華民國國軍退除役官兵為主，當時政府經費不足，故主要開鑿經費來自美援。主導和規劃開鑿的機構，當時曾經集合行政院美援運用委員會、中國農村復興聯合委員會、經濟部、臺灣省政府建設廳、農林廳、交通處、公路局（後轉為交通部下的公路總局，現交通部公路局）等有關機構商討相關事宜，最後因主要開鑿人力來自退輔會國軍官兵，故最後決定由退輔會主導，並正式組織「橫貫公路興建開發委員會」。
橫貫公路之開鑿是一個具有多重目的與意義，當時輔導會主委蔣經國曾就開發中橫之目的作一說法：1、為適應國防需要，打通中央山脈，建設一條橫貫台灣東西兩部之便捷交通線。2、配合國家經濟建設，便利山區資源開發。3、安置退除役官兵就業。
開鑿中部橫貫公路，當時除了意義上國防軍事要道因素之外，經濟因素也是非常重要的考量。經濟部也曾經介入支持橫貫公路興建開發委員會之下所設置之「公路工程處與經濟計劃處」，並提出中橫沿線之可用經濟資源調查報告，詳細的說明中橫的開通可促進沿線農業、林業、畜牧、蠶桑、礦業、水力、灌溉等。這些資源調查報告也有助於政府安置開鑿的除役官兵屯墾安家。
此外，安置退除役官兵轉入開鑿公路的事業，也是其中一個關鍵原因，從很多層面可以看出藉由公路開鑿事業，並隨公路完成後，適當的協助退役軍人安家，是當時重要考量。中部橫貫公路沿線可供政府安置退役軍人使用土地，福壽山、霧社、上梅園、蓮花池、西寶與武陵等處，皆是以集中安置退除役官兵為主。人稱劉班長的劉建緒先生等人為例，皆安居在清境農場等處。

### 天災重創公路

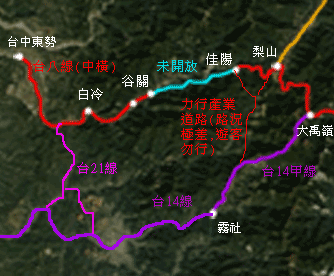
未開放的路段

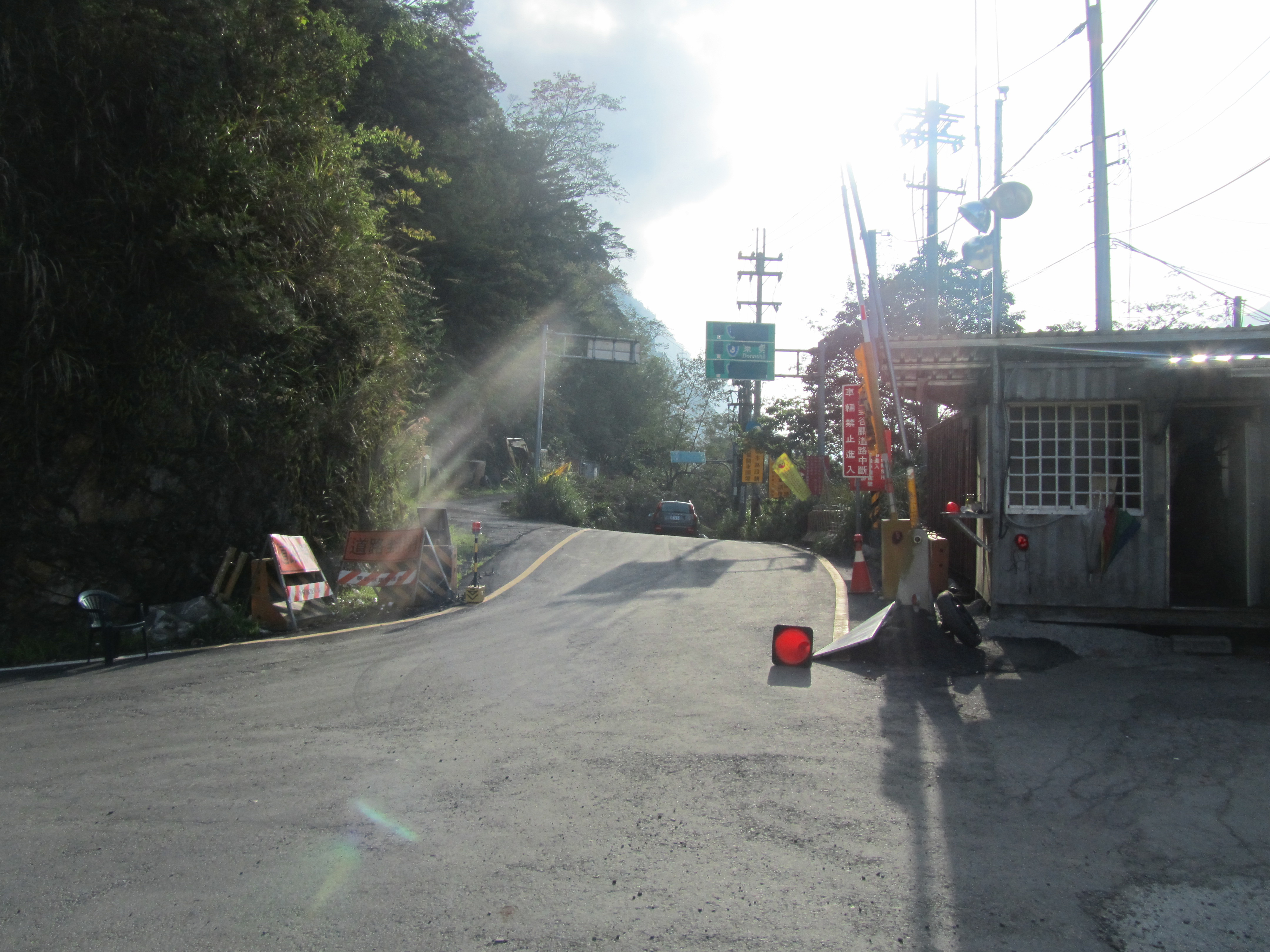
2011年4月5日，使用中的德基管制站，現已東遷至原德基派出所。目前臨37便道為圖中直行道路至谷關；左岔路為青山上線。

中橫公路在1999年921大地震之後，由於位在震央九份二山附近，道路毀損相當嚴重，特別是谷關到德基水庫這一段，還有台八甲線壩新路口到德基段。據公路局資料顯示，在路工部份，邊坡崩塌里程達80%以上，高度有數百公尺，路基全部流失處多達26處，受創而造成路面寬度不足則有134處。此外亦有數座隧道坍塌或半毀，增加了搶修通車的難度。當時圍困在谷關的遊客約有上百人，在9月21日之後，一直受困到9月23日搶通台八線谷關往台中路線之後，才得以脫困。直到四個月後，也就是2000年的1月18日，公路局德基搶修小組和谷關搶修小組，才接起這一段路線。但接起路線後並未馬上開放通車，由於其中有24公里屬極危險路段，只要下雨或有餘震，就會造成二次嚴重坍方。
此時引起相當多媒體報導，多數集中在中橫公路生態問題，許多學者表示不建議開放通車，其原因相當多，包括中橫公路過去的使命在現代社會，多數已獲得解決，如交通問題、榮民安置問題等，此外尚有強行恢復舊觀後導致更嚴重的土壤流失到德基水庫問題，天然植被、造林計畫需要一同擬定等。
然而公路局為了梨山地區居民通車問題（需繞道南投到西岸往合歡山，要多花四個小時車程，觀光及果園生計大受打擊），依然擬定修復計畫，逐漸打通中橫公路谷關至德基路段，並提供中橫沿線居民使用暫時通行證。在2004年5月底，已進入最後路面加封，管制站與監測系統測試階段。並擬定禁止高度超過三米六的車輛、聯結車、大客車通行，每日8到17點定時開放單向通車等，原預計在7月15日可實施；但7月的敏督利颱風引發的七二水災，中橫沿線花了超過新台幣二十億元剛修好的路段又大量崩塌，連臺灣電力公司設立於沿路的六處發電廠都幾近全毀。於是行政院經濟建設委員會舉行了聽證會議，名為「從大甲溪流域的未來評估中橫公路是否修建」，會中決議暫不復建中橫，讓山林獲得休息的時間。並推動恢復以中央山脈為主的國土保育計畫，只開放臺電工程車輛通行。此舉引起梨山地區兩千多位居民的抗議，由於當時公聽會決議青山到德基的八公里路段要放棄修復（原路已完全消失），然而中橫其他路段卻都已搶修恢復舊觀，這一決議使得國土保育的理想自相矛盾，也引起了相當大的爭議。中橫有多個路段依然是時時崩塌，交通中斷影響當地觀光與經濟，讓中橫公路的水土保持問題變成相當重要的議題。

### 重建至今
2007年7月15日，時任中華民國總統候選人馬英九，訪問梨山時，提出了修復中橫的訴求。於是交通部公路總局於2009年及2010年總共編列新台幣6億2,000萬元預算準備進行修復搶通工程，預計2010年底可搶通便道。但2010年1月下旬時公路總局谷關工務段召開交通管制事宜協調會中宣佈，辦理「中橫公路台八線及台八甲線上谷關至德基路段便道搶通建設計劃」核列經費，在2009年1月中旬已被立法院民主進步黨立法委員反對、中國國民黨立法委員也不支持下刪除，便道搶通無法執行，引爆梨山地區居民抗議。經溝通，交通部公路總局於同意從2010年2月6日至3月31日開放上谷關至德基路段，但僅限梨山居民通行。
2013至2015年間，白沙橋路段發生多次山崩，中橫公路屢遭險阻，危及通行安全。2015年11月開始，公路總局以隧道貫通方式，將路線截彎取直，由白沙一橋與白沙二橋相接，歷經三年施工，於2018年10月完成改道工程。
現在此便道已整修完成，通稱「中橫便道」（公路編號為「台8臨37線」），但沿線地質非常不穩，極易落石坍方，為安全起見，僅供梨山當地居民或在梨山工作的人員使用，以上欲使用便道者，必須先向便道所在地的臺中市政府提出申請，再由交通部公路總局第二區養護工程處谷關工務段（便道之主管機關）核准後始可通行。。2018年11月16日，臺中市政府開闢從谷關經中橫便道至梨山地區的台中市公車865路（採預約制、豐原客運負責營運），但仍禁止一般各類車輛通行。
公路總局已投入新台幣40億元提升「台8臨37線」安全性，對於谷關至梨山段亦持續推動復建，並提出下線強化、上線下線對開（修復上線）、長隧道等三方案。與會各方對三方案均能接受，期望加速推動期程，不過梨山居民普遍認為長隧道案比較安全而建議該案。
2023年，交通部長王國材宣布中橫復建確定採青山下線（原台8甲線、現台8線臨37便道）雙向通車方案，並交由國家發展委員會審查。

## 交通意外
- 1986年遊覽車谷關墜河事故，42死，是台灣公路交通裡死亡人數最多的一場意外。

## 景點
中橫公路通車之後，由於景觀隨四季多變，加上險峻的太魯閣峽谷開鑿，成為了早期台灣八景之一，以及不少台灣郵票的主題。1986年也規劃入太魯閣國家公園範圍。
幾個知名的中橫公路景點都在太魯閣峽谷、天祥附近，包括有長春祠、燕子口、九曲洞等。
長春祠
當年沒有現代築路工具，建路進度緩慢，危險陪增，因此意外頻傳，後來中橫公路修建一座長春祠以為紀念。:113在祠堂中供奉225位殉職開路工程人員。在1970年曾遭山崩損毀後，於1973年整修重建完成。1987年又遭落石損毀，整個原先的祠堂連基座都崩損。因此1988年在原址的左側又興建一座新的長春祠。
九曲洞
位於中橫公路太魯閣西行後14.4公里處，要過一個流芳橋，就會到達九曲洞，此處刻有大字為「如腸之迴，如河之曲，人定勝天，開此奇局！」，是黃所題的。九曲洞並非有九曲，而是取其曲折洞天之意。現在在九曲洞旁開有雙線隧道，原九曲洞的道路已設為景觀道路，並有解說牌和停車場等讓遊客可步行觀賞。
愚公峭壁
愚公峭壁位於中橫公路 123K 附近，金馬隧道東側的碧綠大斷崖，這個峭壁叫「愚公峭壁」，是蔣經國先生命名，為了紀念這些人不怕死的精神，把生命犧牲，也要開通這條路！所以在中橫通車後，提了「愚公峭壁」這四個字，民國五十六年鑲在峭壁上。 這幾個字還在，由現在的碧綠公廁休息站往峭壁附近的明隧道左側山壁仔細查看，隱約可以看到四方的、間隔約10公尺的白色大理石字塊。。
燕子口
顧名思義，是在道路上方大理石峭壁洞穴中，住有許多小雨燕或洋燕，以至有「百燕鳴谷」的奇景。現也修有燕子口步道，步道中有另一個知名的景點為「印地安人頭像」，可看到對岸的岩石造型宛如一個印地安人的側面。燕子口步道盡頭有靳珩橋，是紀念殉職的工程師靳珩（於1957年10月被地震落石擊落山谷，也是工程期間第一位殉職的工作人員，他的職位是合流工務段段長，也就是燕子口這一段道路的負責工程師，但常被媒體誤認為他叫做段靳珩）。:113

## 沿線路名及地名
- 臺中市東勢區

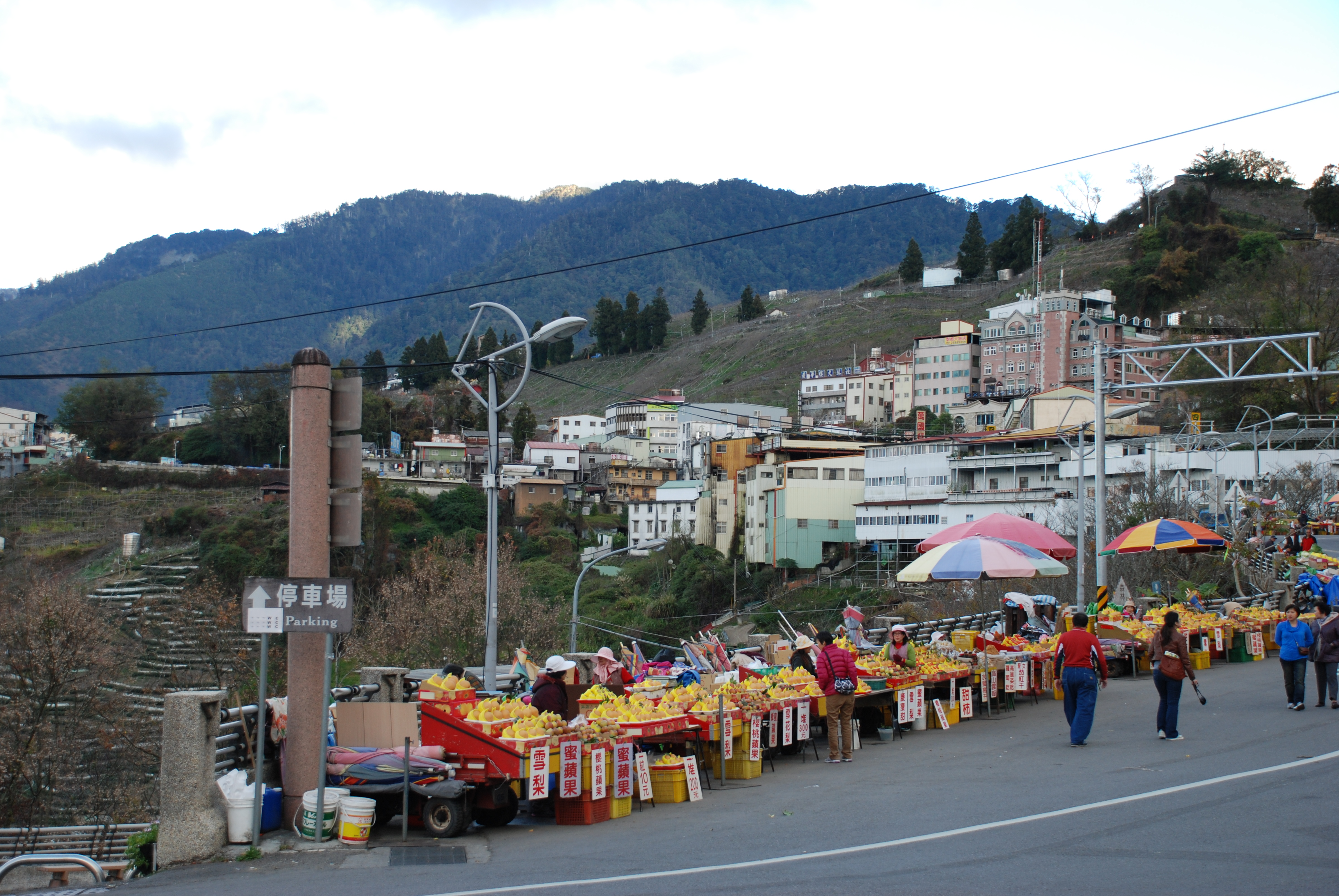
梨山是中橫公路上的重要的聚落暨風景區之一。

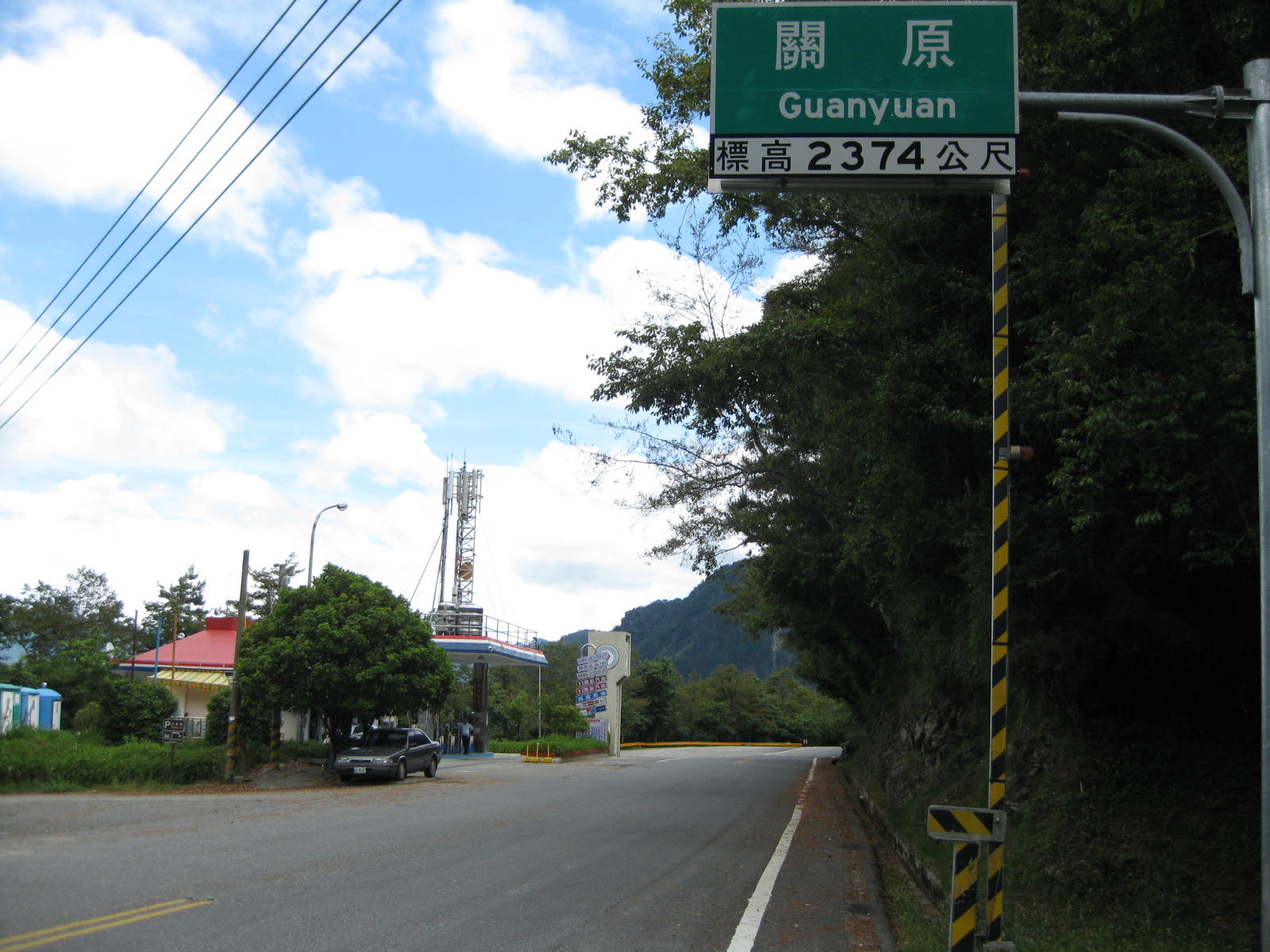
關原設有全台灣海拔最高的加油站。

  - 東勢大橋（起點，台3線交叉）→東勢中正路（外環道）→東關路（東勢鎮上城、下城、大茅埔）→龍安橋（往新社）→天冷（天福大橋接台21線）→燥坑
- 臺中市和平區
  - 東關路三段（和平鄉治，南勢村）→白鹿橋→東關路二段→白冷（東卯橋，天輪發電廠）→中冷（谷關大道院）→裡冷→東關路一段→松鶴（博愛村、久良栖、Gulasu古拉斯）→麗陽→十文溪（哈崙台）→篤銘橋（叉路往八仙山林場）→谷關（溫泉區）→上谷關（天輪壩）→37K管制站（以下至德基稱為台8臨37便道）…馬陵1-5號隧道…馬陵（馬崙橋）…壩新亭早已拆除…（自此分上下線）
- 青山上線：敬勤橋…青潭…馬來山…烏來橋（久良屏峽）…青山山莊…小澤台…光明橋（登仙峽）…比壽潭山…德基水庫路口
- 青山下線（台8甲稱為台8臨37便道）：谷關壩…大仁橋（久良屏峽）…青山橋（青山發電廠）…大勇橋（登仙峽）…成樂路口…德基水庫路口
  - 德基（達見，上下線合一）→和平路三段→達盤→和平路二段→佳陽（Kayo）→新佳陽→和平路一段→梨山分駐所（接台7甲中橫宜蘭支線）→中正路→梨山賓館→梨山（撒拉茅 Slamao）→復興路→臺中南投縣市界86.3K
- 南投縣仁愛鄉
  - 臺中南投縣市界86.3K→合歡溪→碧綠溪（榮興村）→智遠莊→松泉崗→日新崗→合歡山隧道→大禹嶺（中橫主線最高點，2565m，接台14甲中橫霧社支線）
- 花蓮縣秀林鄉（中橫東段全線屬富世村及太魯閣國家公園）
- 大禹嶺至天祥段
  - 大禹嶺→關原（有全台最高加油站，2374m）→關興橋→關原橋→匡盧隧道→碧綠隧道→金馬隧道（碧綠大崩塌地）→碧綠→碧綠神木→翠谷橋→慈航橋→慈恩（魯翁Ruon，慈恩橋）→陽明隧道→新白楊→衡山隧道→華祿溪（陀南巴伊斯）→慈雲橋（瓦黑爾溪）→嵩山隧道→洛韶（洛韶工務段，Lusao）→卡魯給→薛家場（西奇良，Sikiliang）→鶴壽居→恆山隧道→豁然亭→西寶→西寶農場（西寶國小）→西寶隧道→迴頭灣（有叉路往上梅園部落）→谷園隧道→谷園→泰山隧道→文山（深水溫泉）→天祥（塔比多 Tbito）
- 天祥至太魯閣段
  - 天祥（天祥以下路段，門牌皆稱富世）稚暉橋→天祥隧道→祥綠隧道→綠水→岳王亭→合流（慈母橋）→九曲洞（九曲洞隧道）→福磯斷崖→流芳橋→錐麓斷崖→秀富隧道→錐麓隧道→靳珩橋（原名白龍橋）→燕子口（採人車分道）→巴達岡→布洛灣隧道→布洛灣（遊客中心）→溪畔（發電廠舊址）→白沙一、二號橋及白沙隧道（原白沙橋路段因截彎取直廢棄）→杜藻宛（不動明王廟，寧安橋）→西拉岸→長春祠（長春橋、春暉橋、仙霞隧道、長春隧道）→太魯閣牌樓（北支線：長春隧道→西拉岸隧道→砂卡礑大橋→砂卡礑隧道→太魯閣國家公園管理處→錦文橋→太魯閣牌樓;另有原蘇花公路路段花2線）
- 太魯閣延伸段（原台9線蘇花公路路段）
  - 太魯閣牌樓→富世村（Bsngan）→可樂（下富世，Krgi）→綠色隧道（亞洲水泥公司，新城鄉）→太魯閣大橋南端（新田，接台9線）

## 公路客運
東行（台中往花蓮）
可自高鐵台中站、台中火車站或豐原站出發，前往谷關。
- 豐原客運 865 路線：11:45 谷關出發，14:00 到達梨山
- 統聯客運 1141 路線：10:30 梨山出發，15:05 到達花蓮火車站

西行（花蓮往台中）
- 統聯客運 1141 路線：05:10 花蓮火車站出發，09:40 到達梨山
- 豐原客運 865 路線：15:40 梨山出發，17:40 到達谷關。

可轉乘不同的路線前往高鐵台中站、台中火車站或豐原站。
- 豐原客運時刻網頁（页面存档备份，存于）
- 統聯客運時刻網頁 （页面存档备份，存于）